# Mataró Parc
Mataró Parc es un centro comercial ubicado en la parte norte de la ciudad de Mataró (Barcelona) España, inaugurado el 12 de junio del 2000. Previamente a su apertura, sufrió algunos problemas con los permisos municipales, hecho que retardó su apertura. El centro cuenta con más de 140 000 m² de superficie comercial, y un aparcamiento con una capacidad para 3500 vehículos. Se calcula que aproximadamente recibe 15 millones de visitantes al año.

## Establecimientos destacados
- Alcampo:[1] Hipermercado con una superficie de más de 7000 metros cuadrados.

- Kinépolis: Complejo de multicines compuesto por 12 salas de proyección. En el año 2009 se implantó la tecnología Real D en este cine, conjuntamente con el estreno de la película Monstruos contra alienígenas. Se abrió un año después de la apertura del centro.

- Media Markt: Tienda de electrónica con una superficie de 2000 m². Sustituyó la tienda de electónica de la quebrada Eldo.

Además cuenta con una gran variedad de tiendas de primeras marcas textiles, cómo Cortefiel, Mango o Zara, y una zona de restaurantes, entre los que destaca McDonald's o Foster's Hollywood.